# Te Urewera nationalpark

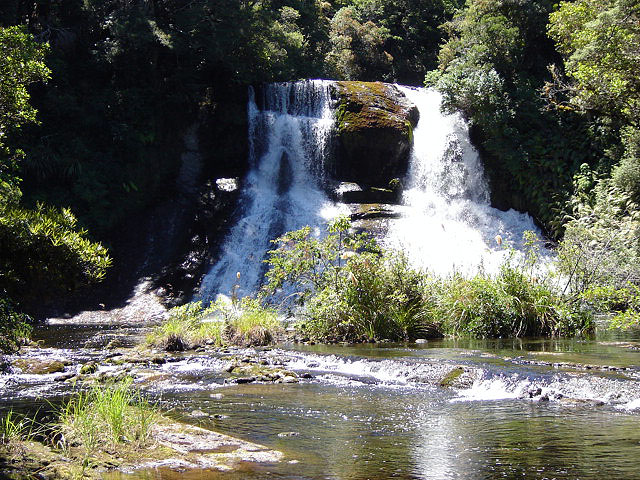
Aniwaniwa Falls, nordöst om Lake Waikaremana

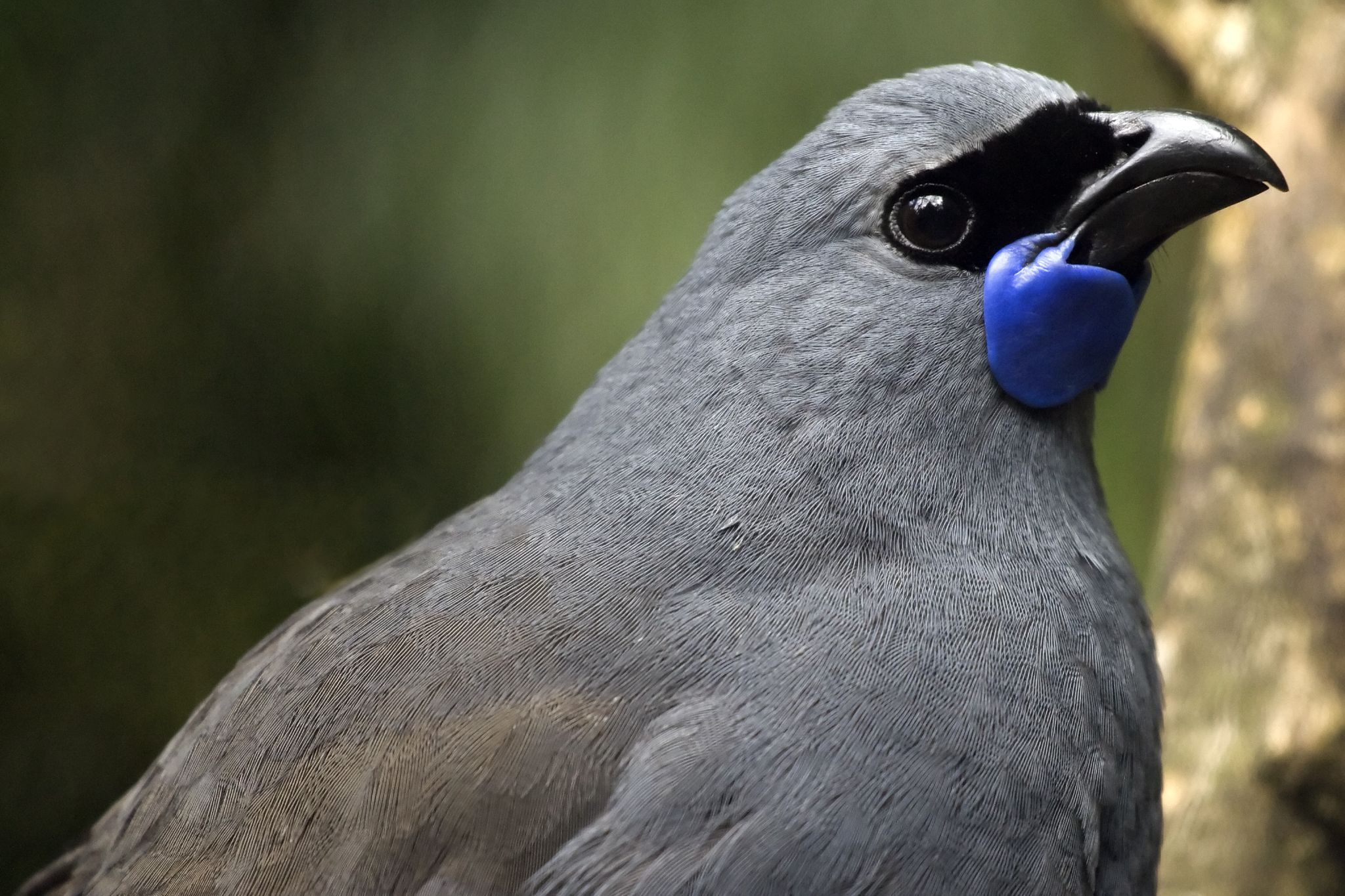
Callaeas cinerea

Te Urewera nationalpark är en nationalpark på Nordön i Nya Zeeland. Den inrättades år 1954 och omfattar en yta på cirka 2 127 kvadratkilometer. Te Urewera är därmed den största av Nya Zeelands nationalparker på Nordön. Parken ligger i regionen Hawke's Bay och de närmaste större samhällen är Whakatane, Murupara och Wairoa.  
Naturen i parken består av skogar, berg, dalar, floder, vattenfall och sjöar. De två mest kända sjöarna är Lake Waikaremoana och Lake Waikareiti. Lake Waikaremoana är den större av de två och har ett djup på upp till 248 meter. Sjön bildades för ungefär 2 200 år sen när ett större jordskred blockerade floden Waikaretahekes lopp genom en kanjon. 1946 utvecklade man vattenkraft i området, vilket sänkte sjöns yta med 5 meter.
Växtligheten är mycket frodig och det finns mer än 650 arter av för Nya Zeeland inhemska växter i parken. Skogarna domineras av sydbokar i söder för att allt mer blandas upp med andra träd som rimu och tawa i norr. Eftersom stora delar av Te Urewera nationalpark är mycket otillgänglig så har skogarna inte påverkats så mycket av människan. Införda djur som getter och klätterpungdjur har dock skadat den ursprungliga växtligheten i en del områden och omfattas därför av kontrollåtgärder.
Även djurlivet är rikt och varierat, särskilt fågelfaunan som innehåller alla för Nya Zeeland inhemska skogsfåglar som förekommer på Nordön, utom rallfågeln wekarall. Kiwi och kaka är två hotade fåglar som finns här, liksom den inhemska blåanden. Den största kvarvarande populationen av den hotade nordökokako, som hör till ordningen tättingar, i Nya Zeeland finns också i parken.
Te Urewera nationalpark har också höga kulturhistoriska värden som boplats för maorier sedan flera hundra år. 